# Neoperl
Die Neoperl Holding AG mit Sitz in Reinach ist eine international tätige Schweizer Unternehmensgruppe, die Produkte für die Sanitärarmaturenindustrie und den Handel entwickelt, produziert und vermarktet. Diese formen den Wasserstrahl, regeln die Durchflussmenge und schützen das Trinkwasser vor Verunreinigungen. Die im Familienbesitz befindliche Neoperl-Gruppe beschäftigt 1.800 Mitarbeiter.

## Geschichte
Das Unternehmen wurde 1959 in Reinach unter dem Namen Hans Denzler & Co. (heute Neoperl AG) gegründet. Zwei Jahre später folgte die Gründung der Dieter Wildfang GmbH (heute Neoperl GmbH) im badischen Müllheim. Die Firmengründer setzten auf Outsourcing, indem sie die Produktion spezialisierten Zulieferern überliessen und sich auf die Montage der Produkte beschränkten. Die Neoperl Gruppe konzentrierte sich zudem auf die Entwicklung, Oberflächenbehandlung und die weltweite Vermarktung ihrer Produkte.
Im Laufe der Jahre wurde ein breites Sortiment an Sanitärprodukten aufgebaut, welches heute Strahlregler, Mengenregler, Rückflussverhinderer, Umsteller, Küchenbrausen, Anschluss- und Brauseschläuche, Auslaufrohre und diverses Zubehör umfasst. In den 1970er Jahren wurde der erste geräuschreduzierte Strahlregler entwickelt. In den 1980er Jahren führte die Neoperl Gruppe die Long-Life-Technologie ein und in den 1990er Jahren die weltweit ersten Strahlregler ohne Metallsiebe. Ab Mitte der 1980er Jahre wurde die internationale Expansion vorangetrieben, unter anderem durch verschiedene Akquisitionen sowie Gründung von eigenen Tochtergesellschaften. Diese sind heute unter dem Dach der Neoperl Holding organisiert.

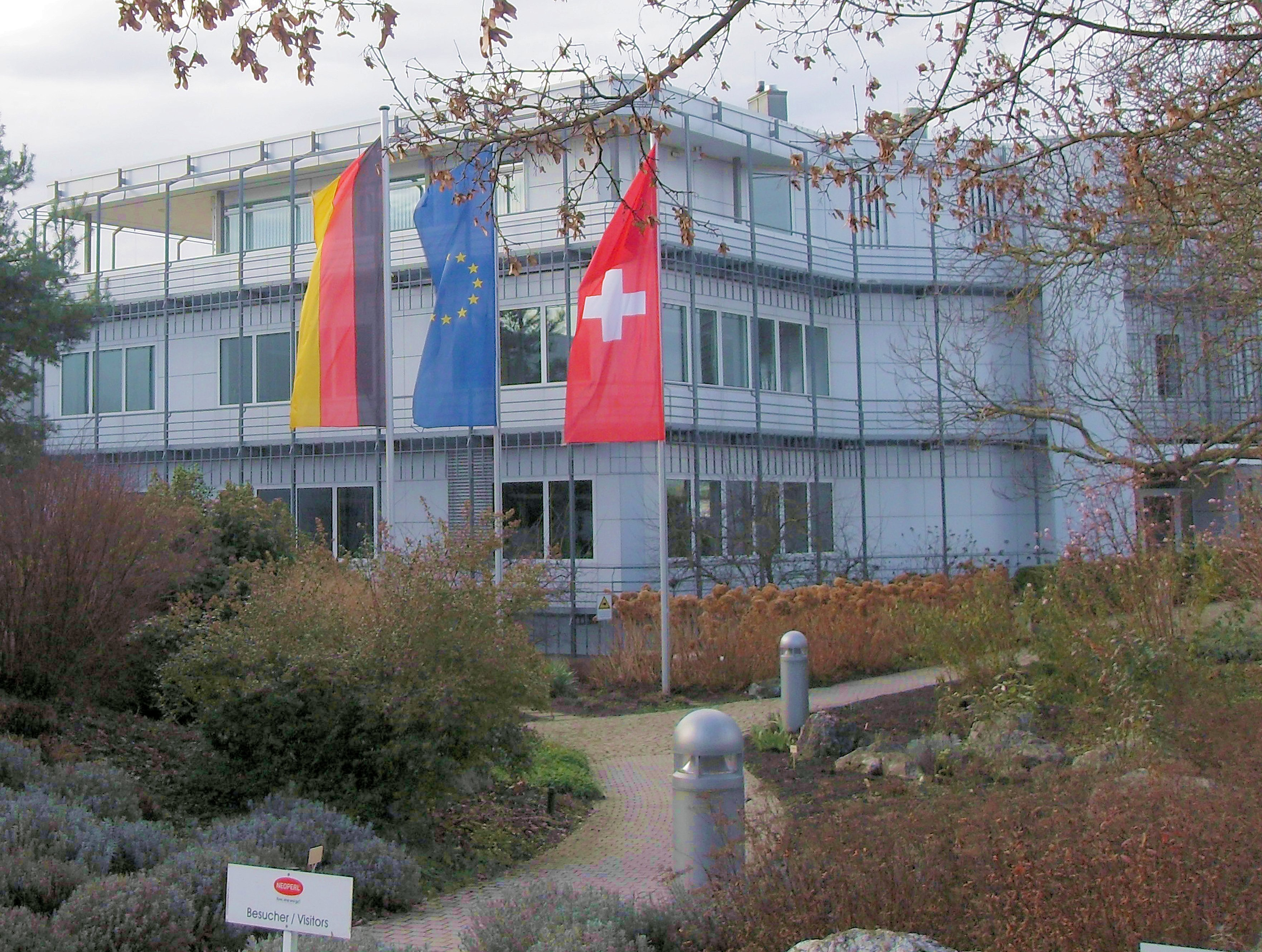
Sitz der Neoperl GmbH in Müllheim

2001/2002 wurde in Müllheim ein neues Forschungs- und Entwicklungszentrum eröffnet. Dort wurden in den folgenden Jahren Innovationen wie Strahlregler ohne Mundstück oder rechteckige Strahlregler (2008) entwickelt. Diese neuesten Produkte ermöglichen einen grossen Gestaltungsfreiraum im Design der Armatur. Nebst diesen gestalterischen und funktionalen Aspekten arbeitet das Forschungs- und Entwicklungsteam insbesondere an der Entwicklung von wassersparenden Produkten. Durch deren Einsatz wird nachweisbar Energie für die Wasseraufbereitung gespart und ein Beitrag zum Umwelt- und Klimaschutz geleistet.
2010 erhielten zwei Mitarbeiter für ihre Entwicklungsarbeit im Zusammenhang mit Strahlreglern eine Nominierung für den Europäischen Erfinderpreis 2010 der Europäischen Patentorganisation (EPO), wurden jedoch nicht als Gewinner ausgewählt.

## Produkte
- Strahlregler (Marke Perlator)
- Rückflussverhinderer
- Mengenregler
- Anschlussschläuche für Armaturen, Waschmaschinen, Toiletten und Badewannen
- Brauseschläuche
- Auslaufrohre
- Zubehör wie Kugelgelenke, Adapter, Küchenumstellbrausen, Reduziernippel, Zwischenschläuche, Filter oder Serviceschlüssel für die Montage von Strahlreglern